# Olympische Winterspiele 2010/Teilnehmer (Brasilien)
| Gelbes Symbol für Goldmedaillen mit stilisierten Olympischen Ringen | Graues Symbol für Silbermedaillen mit stilisierten Olympischen Ringen | Braundes Symbol für Bronzemedaillen mit stilisierten Olympischen Ringen |
| ------------------------------------------------------------------- | --------------------------------------------------------------------- | ----------------------------------------------------------------------- |
| —                                                                   | —                                                                     | —                                                                       |

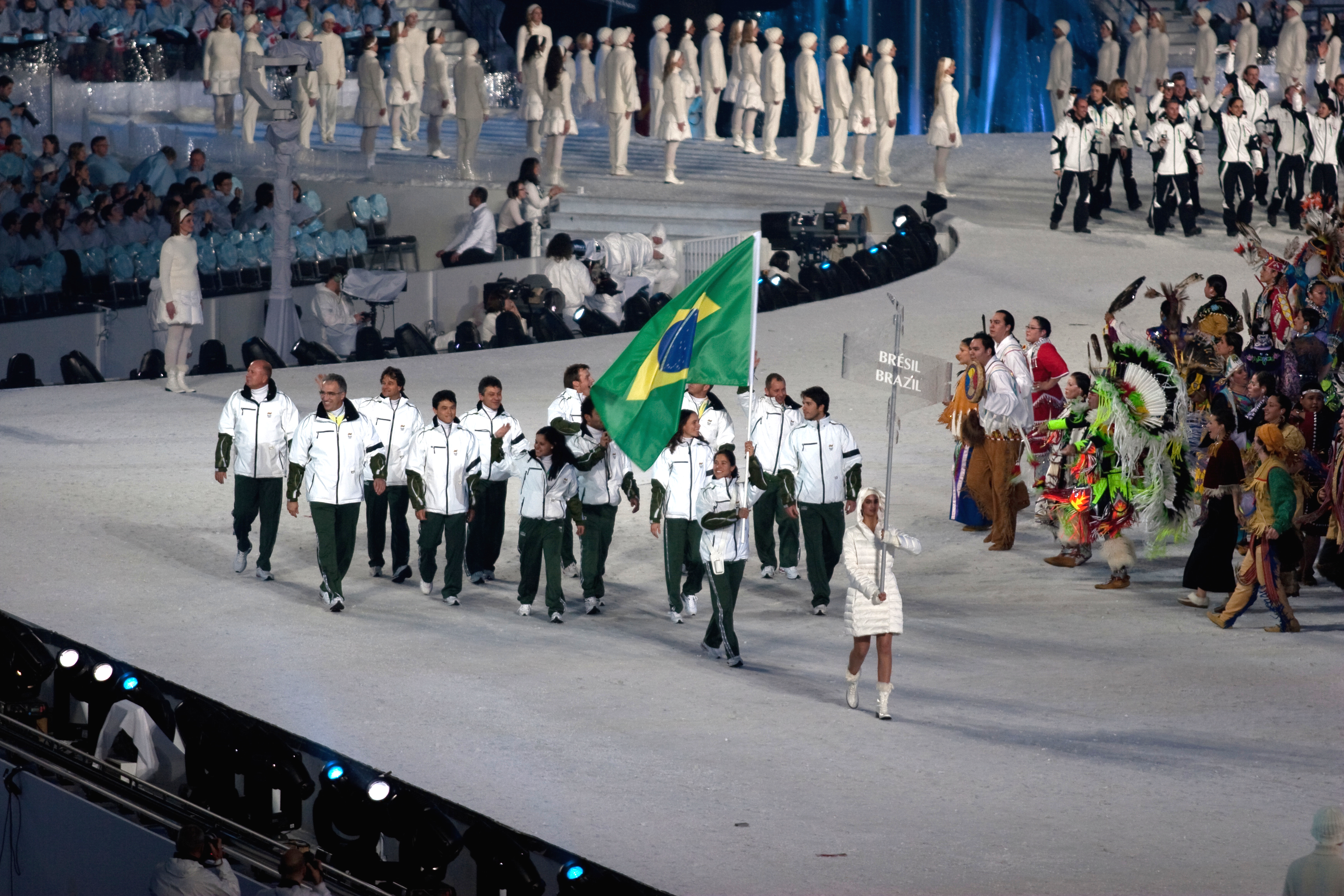
Einmarsch der brasilianischen Delegation

Brasilien nahm an den Olympischen Winterspielen 2010 im kanadischen Vancouver mit fünf Sportlern in drei Sportarten teil.

## Teilnehmer nach Sportarten

### Ski Alpin
| Männer - Jhonatan Longhi Riesenslalom: 56. Platz Slalom: im 1. Lauf ausgeschieden | Frauen - Maya Harrisson Riesenslalom: im 1. Lauf ausgeschieden Slalom: 48. Platz |

### Skilanglauf
| Männer - Leandro Ribela 15 km Freistil: 90. Platz | Frauen - Jaqueline Mourão 10 km Freistil: 67. Platz |

### Snowboard
Frauen
- Isabel Clark Ribeiro
Snowboardcross: 19. Platz